# Drapelul Bulgariei
Drapelul Bulgariei are trei benzi orizontale, de culoare albă (sus), roșie și verde.
Albul reprezintă pacea, verdele fertilitatea pământului bulgar, iar roșul simbolizează curajul oamenilor.
Inițial, steagul era în culorile pan-slavice, banda din centru fiind albastră, astfel încât steagul era identic cel al Rusiei. După obținerea independenței, aceasta a fost înlocuită de una verde, ca urmare a dezvoltării Bulgariei în direcția unei țări agricole.
După 1989, fosta stemă din partea stângă a benzii albe a fost îndepărtată.